# Буден (город)
Буден или Боден — город в лене Норрботтен в Швеции, центр одноимённой коммуны. Расположен на левом берегу реки Лулеэльвен. Население 18 680 человек в 2005 году.
В городе располагается крупнейший гарнизон шведской армии. Наряду с муниципалитетом, армия является крупнейшим работодателем в городе. В связи с сокращением численности вооруженных сил население города также сократилось на 2000 человек за последние десять лет.

## История
Первые официальные упоминания Будена относятся к началу XVI века.
Статус города Буден получил в 1919 году.
В начале XX века в городе была построена Буденская крепость.

## Города-побратимы
- Алта
- Апатиты[5]
- Оулу